# Geogarypus maroccanus
Espèce
Geogarypus maroccanus est une espèce de pseudoscorpions de la famille des Geogarypidae.

## Distribution
Cette espèce est endémique du Maroc. Elle se rencontre vers Chefchaouen.

## Description
Le mâle mesure 2 mm et les femelles de 2,5 à 2,7 mm.

## Étymologie
Son nom d'espèce lui a été donné en référence au lieu de sa découverte, le Maroc.

## Publication originale
- Beier, 1961 : Nochmals über iberische und marokkanische Pseudoscorpione. Eos, vol. 37, no 4/6, p. 21-39 (texte intégral).